# フロイヒ

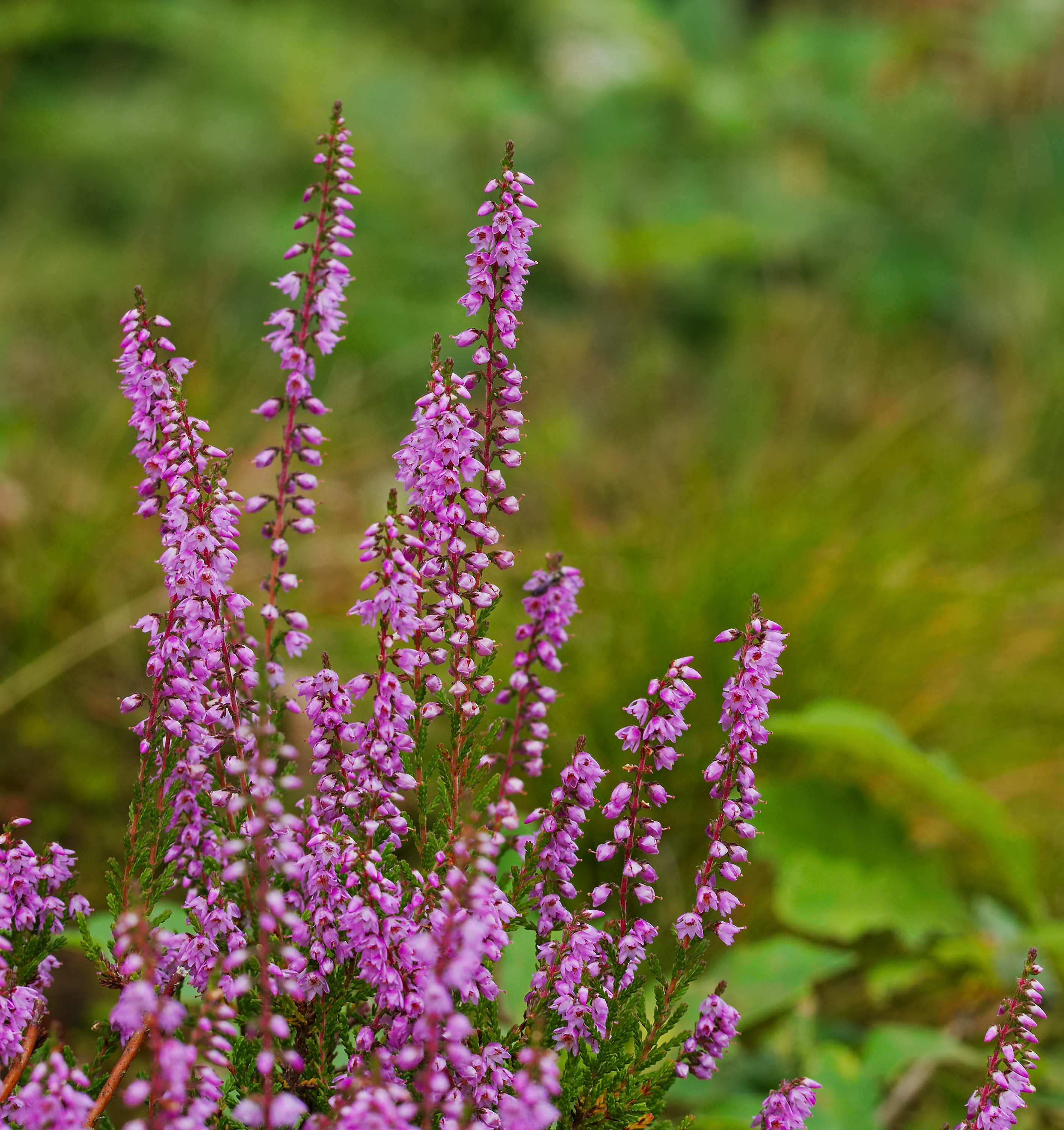
フロイヒという言葉が指す植物のうちの一種ギョリュウモドキ。現代のアイルランドでは Fraoch mór という名で呼ばれている。

フロイヒ（アイルランド語: Fráech）はアイルランドの伝説上の男性。彼の名は古アイルランド語でツツジ科の植物のうちの数種を示す言葉だった。シー（アイルランドの神であるダーナ神族が零落した存在）であるベー・ヴィンドを母親に持つ、絶世の美男子。
母親ベー・ヴィンドはボイン川の女神ボアンドの姉妹であり、元来はフロイヒ自身もボイン川の流域であるアイルランド東部の伝承上の人物であったが、後に彼とは無関係なアルスター物語群の説話に取り込まれたものと考えられる。彼はフィル・ヴォルグの一部族フィル・ドーナンの出とされており、従ってフェル・ディアドやその叔父マン・ムレスキと同族という事になる。
フロイヒは叙事詩『クアルンゲの牛捕り』の第一稿本、『‐牛捕り』の前話である『フロイヒの牛捕り』、"Tochmarc Treblainne"(Treblannへの求婚)に登場する。また『ディーン・オブ・リズモアの書』にはメイヴの娘フィンダヴィルへの求婚譚がバラードの形で所収される。

## クアルンゲの牛捕り
フロイヒの登場するエピソードは『クアルンゲの牛捕り』の第二稿本からは取り除かれており、第一稿本にのみ存在する。また、このエピソードは『クアルンゲの牛捕り』の成立後に補われたものであると研究者たちの見解は一致している。
メイヴの命令でクー・フーリンの捜索に携わっていたフロイヒは首尾よく目標を発見する。
戦闘に消極的なクー・フーリンに対しフロイヒは強引に決闘を申し込む。
長い戦いの末勝利を収めたクー・フーリンは一度だけフロイヒに降伏の機会を与えたが彼は敗北を認めなかったため、フロイヒの頭を川に押し込んで溺死させた。
彼の遺体は一度コナハト側の野営地に回収された後、緑衣をまとった女性の一団に妖精塚へと運び去られた。

## 一次資料
- Anderson, Alan O. (1903). “Táin bó Fráich”. Revue Celtique 24:  127–154.

『フロイヒの牛捕り』の現代英語訳。スコットランド弁護士会図書館写本 72.1.40 所収の版。
- Crowe, J. O'Beirne (1870). “Tain bó Fraich”. Proceedings of the Royal Irish Academy. Irish MSS series 1 (1):  134–171.

『フロイヒの牛捕り』の原文及び現代英語訳。『レンスターの書』所収の版。
- O'Rahilly, Cecile (1976), Táin bó Cúailnge: Recension I

『クアルンゲの牛捕り』の第一稿本。フロイヒは Aided Fraích(The Death of Fráech) の章に登場。原文 現代英語訳